# Fredericton—Oromocto
Pour les articles homonymes, voir Fredericton (homonymie).
Circonscription électorale fédérale du Canada
Fredericton—Oromocto (ancienne Fredericton et Fredericton—York—Sunbury) est une circonscription électorale fédérale canadienne dans la province du Nouveau-Brunswick.
Se trouvant au centre de la province, elle contient la ville de Fredericton ainsi que des régions rurales à l'est de la capitale.
Sa population est de 82 782 dont 69 453 électeurs sur une superficie de 3 076 km². Les circonscriptions limitrophes sont Miramichi, Beauséjour, Fundy Royal, Nouveau-Brunswick-Sud-Ouest et Tobique—Mactaquac.
À la suite du redécoupage de la carte électorale de 2022, la circonscription est renommée Fredericton—Oromocto.

## Députés
| Législature                                   | Années        | Député              | Député                         | Parti                     |
| --------------------------------------------- | ------------- | ------------------- | ------------------------------ | ------------------------- |
| York—Sunbury issue de Sunbury—Queen's et York |               |                     |                                |                           |
| 13e                                           | 1917–1921     |                     | Harry Fulton McLeod            | Unioniste                 |
| 13e                                           | 1921-1921     | Richard Hanson      | Conservateur                   |                           |
| 14e                                           | 1921–1925     | Richard Hanson      | Conservateur                   |                           |
| 15e                                           | 1925–1926     | Richard Hanson      | Conservateur                   |                           |
| 16e                                           | 1926–1930     | Richard Hanson      | Conservateur                   |                           |
| 17e                                           | 1930–1935     | Richard Hanson      | Conservateur                   |                           |
| 18e                                           | 1935–1940     |                     | William George Clark           | Libéral                   |
| 19e                                           | 1940–1945     |                     | Richard Hanson                 | Gouvernement national     |
| 20e                                           | 1945–1947     |                     | Hedley Francis Gregory Bridges | Libéral                   |
| 20e                                           | 1947-1949     | Milton Fowler Gregg |                                | Libéral                   |
| 21e                                           | 1949–1953     | Milton Fowler Gregg |                                | Libéral                   |
| 22e                                           | 1953–1957     | Milton Fowler Gregg |                                | Libéral                   |
| 23e                                           | 1957–1958     |                     | John Chester MacRae            | Progressiste-conservateur |
| 24e                                           | 1958–1962     |                     | John Chester MacRae            | Progressiste-conservateur |
| 25e                                           | 1962–1963     |                     | John Chester MacRae            | Progressiste-conservateur |
| 26e                                           | 1963–1965     |                     | John Chester MacRae            | Progressiste-conservateur |
| 27e                                           | 1965–1968     |                     | John Chester MacRae            | Progressiste-conservateur |
| 28e                                           | 1968–1972     |                     | John Chester MacRae            | Progressiste-conservateur |
| 29e                                           | 1972–1974     | J. Robert Howie     |                                | Progressiste-conservateur |
| 30e                                           | 1974–1979     | J. Robert Howie     |                                | Progressiste-conservateur |
| 31e                                           | 1974–1980     | J. Robert Howie     |                                | Progressiste-conservateur |
| 32e                                           | 1980–1984     | J. Robert Howie     |                                | Progressiste-conservateur |
| 33e                                           | 1984–1988     | J. Robert Howie     |                                | Progressiste-conservateur |
| Fredericton                                   |               | J. Robert Howie     |                                |                           |
| 34e                                           | 1988–1993     |                     | Bud Bird                       | Progressiste-conservateur |
| Fredericton—York—Sunbury                      |               |                     |                                |                           |
| 35e                                           | 1993–1997     |                     | Andy Scott                     | Libéral                   |
| Fredericton                                   |               |                     |                                |                           |
| 36e                                           | 1997–2000     |                     | Andy Scott                     | Libéral                   |
| 37e                                           | 2000–2004     |                     | Andy Scott                     | Libéral                   |
| 38e                                           | 2004–2006     |                     | Andy Scott                     | Libéral                   |
| 39e                                           | 2006–2006     |                     | Andy Scott                     | Libéral                   |
| 40e                                           | 2008–2011     |                     | Keith Ashfield                 | Conservateur              |
| 41e                                           | 2011–2015     |                     | Keith Ashfield                 | Conservateur              |
| 42e                                           | 2015–2019     |                     | Matt DeCourcey                 | Libéral                   |
| 43e                                           | 2019–2021     |                     | Jenica Atwin                   | Vert                      |
| 43e                                           | juin 2021     |                     | Jenica Atwin                   | Libéral                   |
| 44e                                           | 2021–2025     |                     | Jenica Atwin                   | Libéral                   |
| Fredericton—Oromocto                          |               |                     |                                |                           |
| 45e                                           | 2025–en cours |                     | David Myles                    | Libéral                   |

## Résultats électoraux
|       | Candidat              | Parti        | # de voix | % des voix |
|       | (X) Keith Ashfield    | Conservateur | +13 267,  | 28,4 %     |
|       | Matt DeCourcey        | Libéral      | +23 009,  | 49,26 %    |
|       | Sharon Scott-Levesque | NPD          | +04 627,  | 9,91 %     |
|       | Mary Lou Babineau     | Vert         | +05 809,  | 12,44 %    |
| Total | Total                 | Total        | 46 712    | 100 %      |

|       | Candidat                 | Parti        | # de voix | % des voix |
|       | (X) Keith Ashfield       | Conservateur | +21 573,  | 48,38 %    |
|       | Randy McKeen             | Libéral      | +10 336,  | 23,18 %    |
|       | Jesse Travis             | NPD          | +10 626,  | 23,83 %    |
|       | Louise Anna-Marie Comeau | Vert         | +01 790,  | 4,01 %     |
|       | Adam Scott Ness          | Indépendant  | +00266,   | 0,6 %      |
| Total | Total                    | Total        | 44 591    | 100 %      |

|       | Candidat          | Parti             | # de voix | % des voix |
|       | Keith Ashfield    | Conservateur      | +17 962,  | 42,53 %    |
|       | David Innes       | Libéral           | +13 319,  | 31,54 %    |
|       | Jesse Travis      | NPD               | +06 490,  | 15,37 %    |
|       | Mary Lou Babineau | Vert              | +04 293,  | 10,17 %    |
|       | Ben Kelly         | Action canadienne | +00168,   | 0,4 %      |
| Total | Total             | Total             | 42 232    | 100 %      |